# アンドレアス・フックス

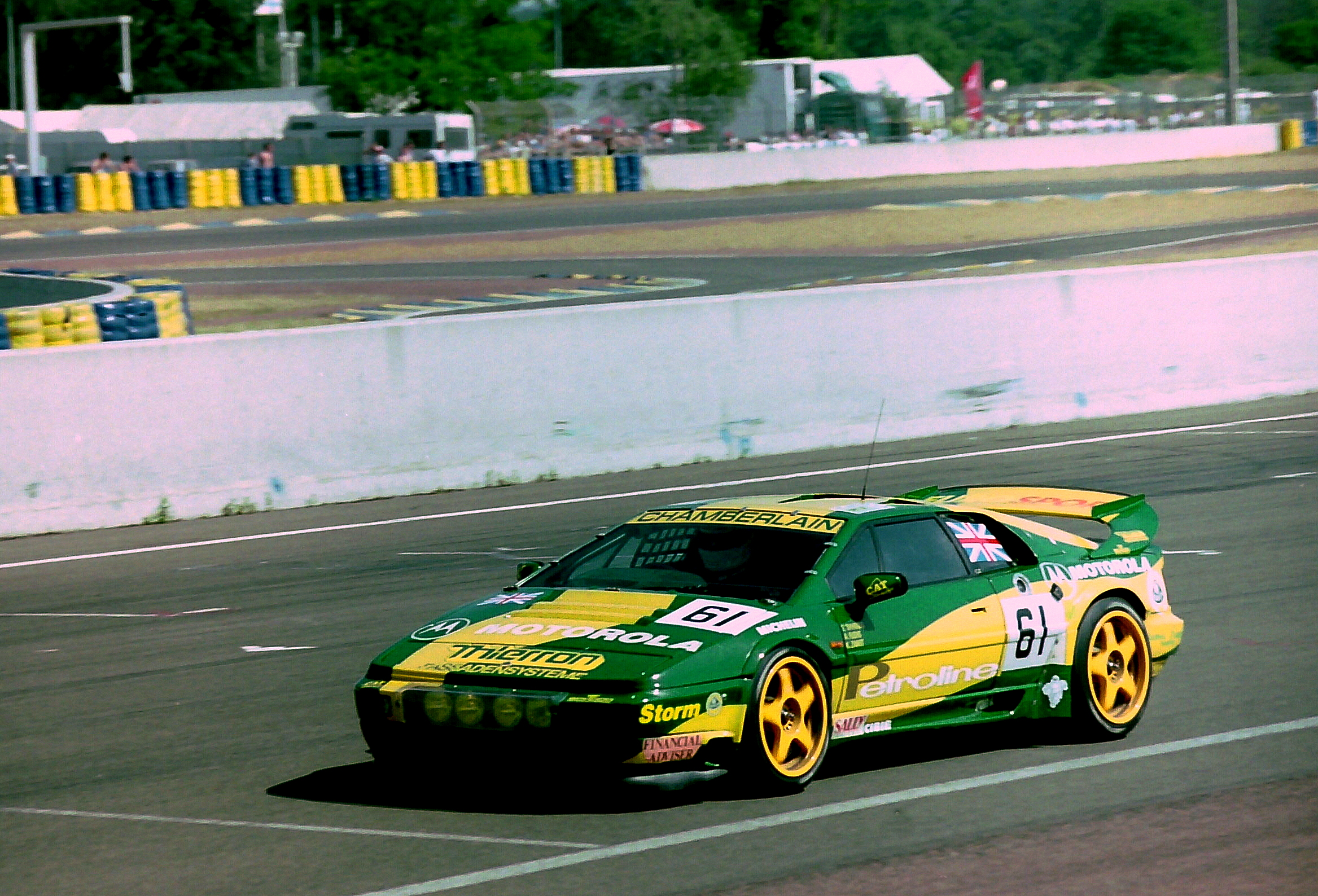
1994年のルマン24時間レースで、フックス、クラス・ズワート、ソーキルド・サイリングがドライブするロータス・エスプリS300。

アンドレアス・フックス（Andreas Fuchs、 1968年6月13日−）はドイツの元レーシングドライバー。

## モータースポーツのキャリア
フックスは1990年代にGTおよびスポーツカーのドライバーとして活躍した。ポルシェ・スーパーカップで活躍し、 BPRグローバルGTシリーズで1994年にフルシーズンを過ごした。シーズンのハイライトは鈴鹿1000km。同年 シルバーストンとドニントンで行われたイギリスGT選手権でも2位入賞を果たしている。
ル・マン24時間レースにも3回、セブリング12時間レースにも1回出場経験を持つ。しかし、完走はならなかった。

## レース成績

### ル・マン24時間レース
| 年     | チーム                                          | コ・ドライバー                            | 使用車両                | クラス | 周回 | 総合順位 | クラス順位 |
| ------ | ----------------------------------------------- | ----------------------------------------- | ----------------------- | ------ | ---- | -------- | ---------- |
| 1993年 | TWR ジャガー レーシング                         | ジェイ・コックラン ポール・ベルモンド     | ジャガー・XJ220         | GT     | 176  | DNF      | DNF        |
| 1994年 | ロータス スポーツ チェンバレン エンジニアリング | クラス・ズワート ソーキルド・サイリング   | ロータス・エスプリ S300 | GT1    | 28   | DNF      | DNF        |
| 1995年 | スタドラー・モータースポーツ                    | エンツォ・カルデラリ リリアン・ブライナー | ポルシェ・911 GT2       | LMGT2  | 81   | DNF      | DNF        |